# Фёрби
Фёрби (англ. Furby) — электронная говорящая игрушка-робот. Появилась на американских прилавках в рождественский сезон 1998 года, став на тот момент самой продаваемой игрушкой. Период её максимальной популярности, когда «Фёрби» хотели заполучить все дети, продолжался до 2000 года. За несколько первых лет в 57 странах мира было продано более 40 миллионов экземпляров.
Фёрби был переведён на 24 языка, в том числе и на русский. С тех пор было выпущено несколько новых версий этой игрушки; последняя реинкарнация состоялась в 2023 году. Изначально фёрби разговаривает на своём собственном языке — «фёрбише» (англ. Furbish), но чем больше с ним играют и общаются, тем больше слов он запоминает и повторяет.
Приложение «Furby Boom!» для устройств iOS и Android позволяло взаимодействовать с механической игрушкой. Можно дать имя фёрби, покормить его, узнать его состояние. Эта игрушка напоминала виртуального питомца тамагочи, в которой характер персонажа зависит от действий игрока. Позже Фёрби выходили под маркой «Furby Connect», и для них было выпущено новое приложение под названием «Furby Connect World».
На данный момент игрушки «Фëрби» продолжают выпускаться, но не пользуются тем же ажиотажем как раньше.

## В культуре
- Митчеллы против машин (2021)